# Roede
Die Roede war ein niederländisches Längenmaß und entsprach der Rute. Ursprünglich waren etwa 13 Fuß (Amsterdamer = 125,48 Pariser Linien = 283,0615 Millimeter) eine Roede.
Altes Maß
- 1 Roede = 3,767 Meter

Das Feld- und Flächenmaß als Vierkant-Roede bezeichnet war
- 1 Quadrat-Roede = 14,19 Quadratmeter

Neues Maß
- 1 Roede = 10 El = 10 Meter
- Feld- und Flächenmaß 1 Quadrat-Roede = 1 Ar